# Solanum corneliomulleri
Solanum corneliomulleri là loài thực vật có hoa trong họ Cà. Loài này được J.F. Macbr. miêu tả khoa học đầu tiên năm 1962.